# Bulbophyllum schinzianum
Bulbophyllum schinzianum är en orkidéart som beskrevs av Friedrich Fritz Wilhelm Ludwig Kraenzlin. Bulbophyllum schinzianum ingår i släktet Bulbophyllum och familjen orkidéer.

## Underarter
Arten delas in i följande underarter:
- B. s. irigaleae
- B. s. phaeopogon
- B. s. schinzianum